# Miếng da lừa
Miếng da lừa (tiếng Pháp: La Peau de chagrin) là tiểu thuyết năm 1831 của tiểu thuyết gia và kịch gia người Pháp Honoré de Balzac (1799-1850). Lấy bối cảnh Paris vào đầu thế kỷ 19, câu chuyện kể về một chàng thanh niên tìm thấy một miếng da thần kỳ đáp ứng được mọi mong muốn của anh. Tuy nhiên, với mỗi điều ước được thực hiện, miếng da sẽ thu nhỏ lại, tương ứng với việc cuộc sống của anh sẽ ngắn dần đi. Miếng da lừa thuộc phần Khảo luận triết học trong bộ Tấn trò đời của Balzac.
Balzac đã gây tò mò về quyển sách từ khi chưa viết xong bằng cách xuất bản một loạt các bài báo và các mẫu truyện trên một số tạp chí tại Paris. Dù đã giao bản thảo trễ hơn năm tháng so với dự tính, ông vẫn thành công trong việc tạo ra một cơn sốt đến nỗi quyển tiểu thuyết được bán hết ngay sau khi xuất bản. Ấn bản in thứ hai, bao gồm một sê ri 12 "câu chuyện triết học" khác đã được phát hành một tháng sau đó.
Mặc dù tiểu thuyết sử dụng các yếu tố thần bí, nhưng trọng tâm chính vẫn là phản ánh về chủ nghĩa vật chất thái quá thời bấy giờ. Nổi tiếng là một nhà văn luôn chú ý đến từng chi tiết, Balzac đã tập trung miêu tả cặn kẽ một sòng bạc, một cửa hàng đồ cổ, một bữa tiệc hoàng gia và nhiều địa điểm khác, bao gồm cả những chi tiết đến từ đời sống riêng của chính mình như một nhà văn đang gặp khó khăn, và cho nhân vật chính ở trong một căn nhà tương tự như căn nhà mà ông đã ở khi bắt đầu công việc viết lách. Chủ đề trung tâm của tác phẩm Miếng da lừa chính là xung đột giữa lòng ham muốn và tuổi thọ. Miếng da thần kỳ tượng trưng cho sinh lực của người sở hữu, thu nhỏ dần qua mỗi ước muốn được thực hiện, đặc biệt là khi sử dụng để đạt được quyền lực. Bỏ qua lời cảnh báo từ người chủ cửa hàng khi đưa cho anh miếng da, nhân vật chính vơ vét của cải, để rồi chỉ nhận ra mình khốn khổ và suy yếu vào cuối câu chuyện.
Miếng da lừa đã khẳng định được vị thế quan trọng của Balzac ở Pháp. Vòng kết nối xã hội của ông được mở rộng đáng kể, và ông được các nhà xuất bản săn đón ráo riết cho các dự án trong tương lai. Quyển sách đóng vai trò là chất xúc tác cho một chuỗi các bức thư mà ông đã trao đổi với nữ nam tước người Ba Lan Ewelina Hańska, và trở thành vợ ông sau này. Quyển sách cũng đã truyền cảm hứng cho vở opera Die tödlichen Wünsche của Giselher Klebe.

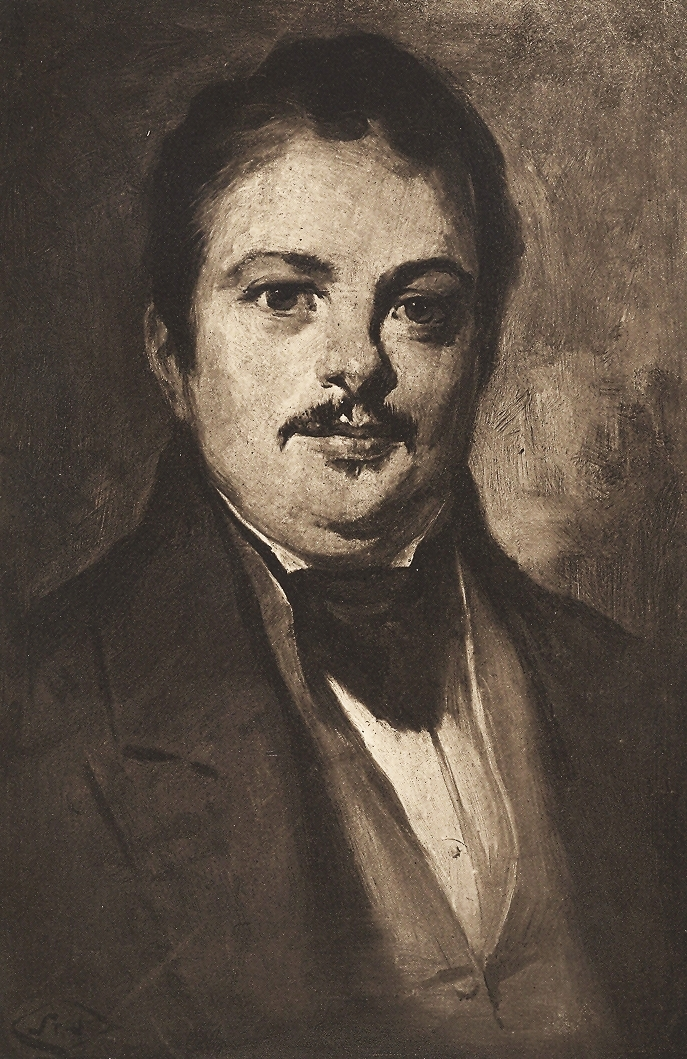
Honoré de Balzac đã trải qua mười năm thất bại trong vai trò nhà văn trước khi viết Miếng da lừa.

Honoré de Balzac chỉ bắt đầu được công nhận là một nhà văn vào năm 1830. Cha mẹ ông cố thuyết phục ông làm nghề luật, nhưng ông tuyên bố vào năm 1819 rằng ông muốn trở thành một tác giả. Mẹ ông trở nên rối trí, nhưng bà và cha ông vẫn đồng ý chu cấp cho ông một khoản thu nhập nhỏ, với điều kiện rằng ông phải cống hiến hết mình cho việc viết lách. Sau khi chuyển đến một căn phòng nhỏ gần Thư viện Arsenal ở Paris, Balzac đã viết trong một năm mà không đạt được bất kỳ thành công nào. Chán nản, ông trở về nhà ở ngoại ô Villeparisis và mượn tiền từ cha mẹ để tiếp tục theo đuổi tham vọng văn chương. Ông dành vài năm tiếp theo để kiếm sống bằng cách viết những quyển tiểu thuyết "mì ăn liền", được xuất bản dưới nhiều bút danh khác nhau. Ông đã đưa một phần thu nhập của mình cho cha mẹ, nhưng cho đến năm 1828, ông vẫn còn nợ họ 50 ngàn franc.
Năm 1829, lần đầu tiên ông xuất bản một quyển tiếu thuyết dưới tên mình có tên là Les Chouans. Quyển sách nói về lực lượng bảo hoàng ở Brittany, dù không thành công về mặt thương mại, nhưng vẫn khiến Balzac được biết đến trong giới văn chương. Ông đạt được thành công lớn vào cuối năm này khi cho xuất bản quyển La Physiologie du mariage (Sinh lý học hôn nhân), một bài chuyên luận về định chế hôn nhân. Ông xuất bản thêm nhiều truyện ngắn và tiểu luận trên các tạp chí Revue de Paris, La Caricature, và La Mode. Do đó, ông tạo thêm được nhiều mối quan hệ trong ngành công nghiệp xuất bản, giúp ông có được các bài phê bình cho các quyển tiểu thuyết sau này.
Thời đó, bản dịch năm 1829 của tuyển tập Fantastic Tales của tác giả người Đức E.T.A. Hoffmann; tiểu thuyết gothic của Ann Radcliffe của Anh; và tiểu thuyết năm 1829 L'Âne Mort et la Femme Guillotinée (Con lừa chết và người phụ nữ bị chém) của tác giả người Pháp Jules Janin đã khơi dậy lòng thèm khát các câu chuyện thần bí trong văn chương Pháp. Mặc dù đã lên kế hoạch cho một quyển tiểu thuyết tương tự, Balzac vẫn không thích thuật ngữ "huyền bí".
Trong lúc đó, nền chính trị và văn hóa Pháp có nhiều biến động. Sau sáu năm trị vì gây nhiều tranh cãi, vua Charles X buộc phải thoái vị trong cuộc Cách mạng tháng Bảy năm 1830. Thay thế ông là Louis-Philippe, người tự xưng là "Vua của người Pháp" (thay vì là "Vua của nước Pháp") trong nỗ lực tạo khoảng cách với Ancien Régime (Chế độ cũ). Chế độ Quân chủ tháng Bảy đưa tầng lớp tư sản tài chính, ngân hàng lên nắm quyền, là "triều đại của bọn chủ nhà băng". Qua đó, Balzac thấy được sự vô tổ chức và khả năng lãnh đạo yếu kém của chính quyền.

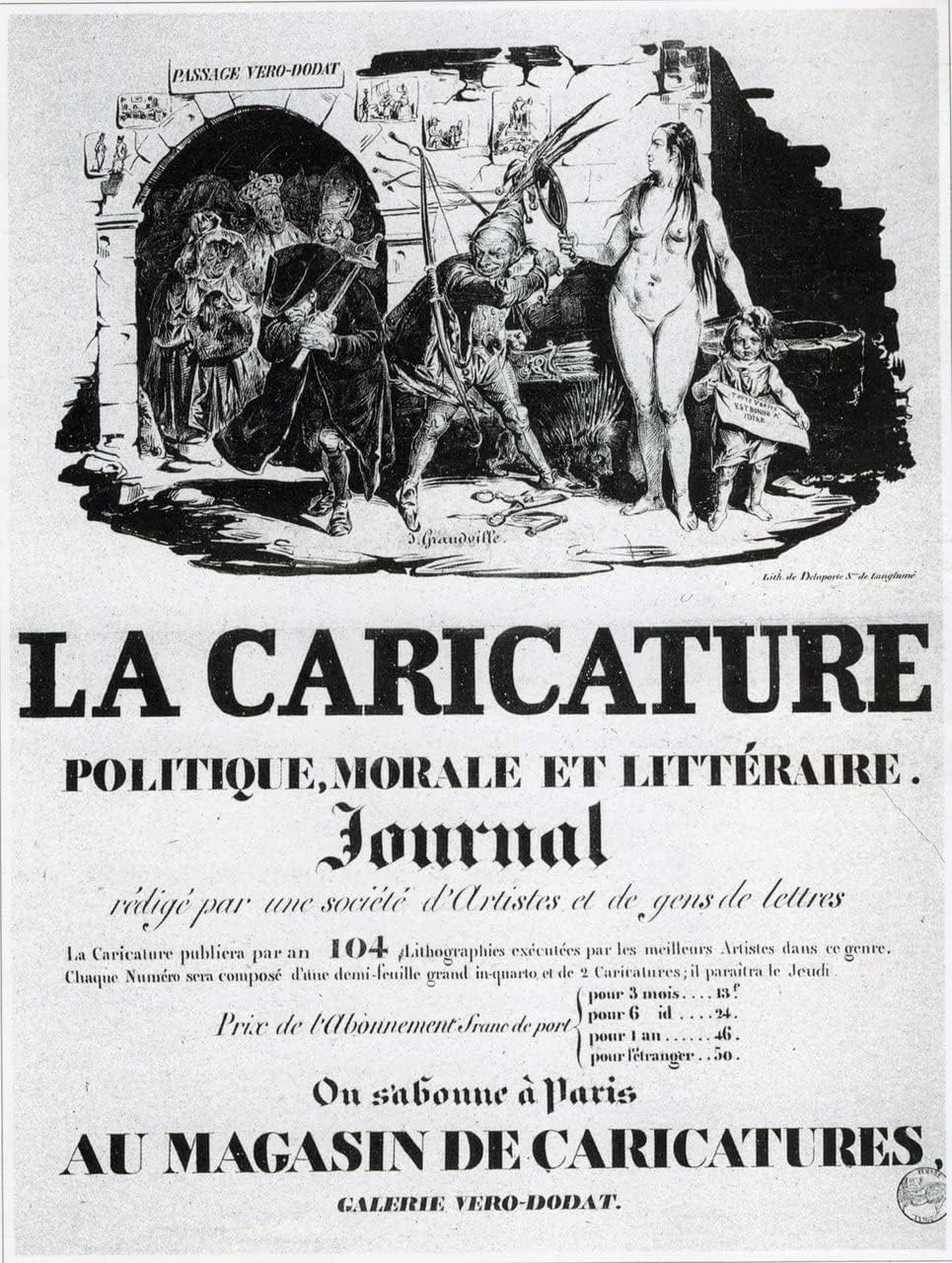
Balzac công bố quyển tiểu thuyết đang viết trên tuần báo Paris La Caricature.

Tựa đề Miếng da lừa xuất hiện lần đầu tiên vào ngày 9 tháng 12 năm 1830, được Balzac nhắc đến trong một bài báo viết cho tuần báo La Caricature dưới bút danh André Coudreux. Quyển scrapbook của ông có ghi lại như sau: "Phát minh ra một miếng da đại diện cho sự sống. Câu chuyện phương đông", có lẽ được viết cùng thời điểm. Một tuần sau, ông công bố một mẩu truyện có tên Le Dernier Napoléon trên tờ La Caricature, dưới cái tên "Henri B...". Trong đó, một chàng thanh niên tiêu hết đồng Napoléon cuối cùng của mình tại một sòng bạc ở Paris, rồi đi đến Cầu Hoàng Gia để tự sát. Giai đoạn đầu tiên này, Balzac không suy nghĩ nhiều về dự án văn học. Ông xem nó là "một phần không có ý nghĩa gì trong văn chương, nhưng trong đó [tác giả] tìm cách giới thiệu một số tình huống trong cuộc sống đầy khắc nghiệt này mà những con người tài năng phải trải qua trước khi có thể đạt được bất kỳ điều gì". Tuy nhiên, không bao lâu sau, ông đã đổi ý.
Đến tháng 1 năm 1831, Balzac đã có đủ hứng thú với ý tưởng của mình và có được một hợp đồng với hai nhà xuất bản Charles Gosselin và Urbain Canel: 750 bản sao của một ấn bản có định dạng octavo, và khoản phí 1.125 franc sẽ được trả cho tác giả khi nhận được bản thảo vào giữa tháng hai. Balzac giao quyển tiểu thuyết vào tháng bảy, trễ năm tháng.

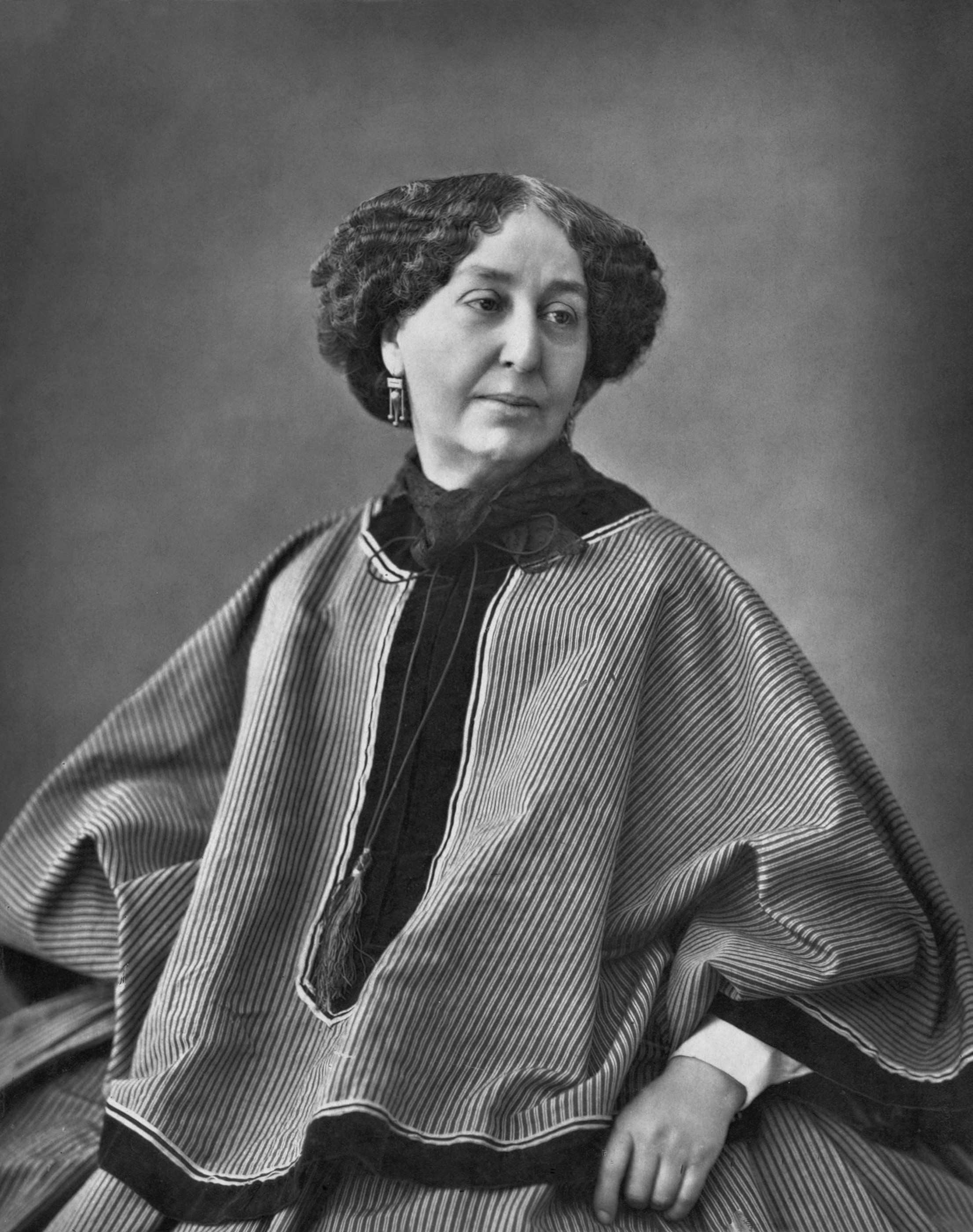
Bạn của Balzac, George Sand là một trong những người đầu tiên được đọc bản thảo sắp hoàn thành.

Tuy nhiên, ông cũng đã cung cấp được những cái nhìn sơ lược về tiến độ của tiểu thuyết qua những tháng đó. Hai mẩu chuyện tiếp theo xuất hiện vào tháng năm như là một phần cho kế hoạch quảng bá quyển sách trước khi xuất bản. Une Débauche (Một cuộc ăn chơi trụy lạc), được xuất bản trên tạp chí Revue des deux mondes, miêu tả một bữa tiệc linh đình với những lời đùa cợt và tranh luận không ngừng từ những người tư sản. Một mẩu chuyện khác, Le Suicide d'un poète (Vụ tự sát của một thi sĩ), được in trên tạp chí Revue de Paris, liên quan đến những khó khăn của một nhà thơ tự xưng trong cảnh túng tiền. Dù ba mẩu chuyện này không được kết nối thành một câu chuyện liền mạch, nhưng thực tế là Balzac đang trích dẫn các nhân vật và các cảnh trong quyển tiểu thuyết mà ông đang viết.
Việc quyển tiểu thuyết được xuất bản trễ so với hợp đồng xuất phát từ lối sống của Balzac. Ông đã dành nhiều đêm để ăn tối tại nhà bạn bè, bao gồm tiểu thuyết gia Eugène Sue và tình nhân Olympe Pélissier, cũng như nhà văn nữ quyền George Sand và người tình của bà Jules Sandeau. Balzac và Pélissier có với nhau một cuộc tình ngắn ngủi, và bà trở thành người tình đầu tiên xuất hiện cùng với ông trước công chúng. Sau cùng, ông rời Paris đến sống cùng bạn bè ở ngoại ô và cam kết hoàn thành quyển sách. Vào cuối mùa xuân, ông cho Sand đọc bản thảo sắp hoàn chỉnh, bà tỏ ra thích thú với câu chuyện và dự đoán rằng nó sẽ được đón nhận.
Cuối cùng, vào tháng 8 năm 1831, Miếng da lừa: câu chuyện triết học đã được xuất bản thành hai tập. Quyển sách đạt được thành công về mặt thương mại. Balzac sử dụng các mối quan hệ của mình trong giới tạp chí định kỳ để có được những đánh giá rộng rãi. Quyển sách được bán hết nhanh chóng, và một hợp đồng khác đã được ký vào cuối tháng: Balzac sẽ nhận được 4.000 franc cho việc xuất bản thêm 1.200 quyển. Ấn bản lần hai này bao gồm một loạt mười hai câu chuyện với các yếu tố thần bí, được phát hành dưới cái tên Romans et contes philosophiques (Tiểu thuyết và câu chuyện triết học). Ấn bản lần ba, được sắp xếp lại thành bốn tập, xuất hiện vào tháng 3 năm 1833.

## Tóm tắt nội dung
Miếng da lừa bao gồm ba phần: Le talisman ("Tấm bùa"), La femme sans coeur ("Người đàn bà không có trái tim") và L'Agonie ("Hấp hối"). Ấn bản đầu tiên có phần Preface ("Lời nói đầu") và Moralité ("Đạo đức"), được cắt bỏ trong các phiên bản sau. Một đoạn kết dài hai trang xuất hiện ở cuối phần ba.

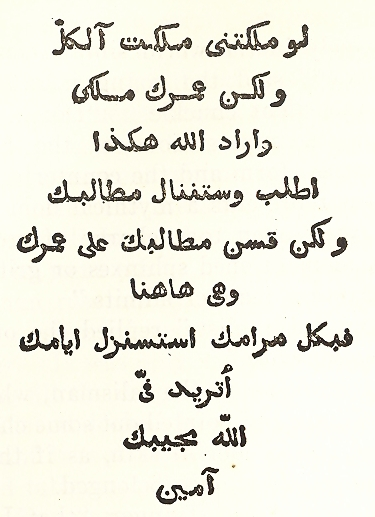
Chữ Ả Rập khắc trên miếng da hứa hẹn rằng người sở hữu "sẽ có được mọi thứ".

"Tấm bùa" bắt đầu với câu chuyện "Le Dernier Napolélon": Chàng thanh niên Raphaël de Valentin đặt cược đồng xu cuối cùng của mình và thua cược, sau đó ra sông Sein để tự tử. Tuy nhiên, trên đường đi, anh quyết định ghé vào một cửa tiệm kỳ lạ chứa đầy những thứ kỳ lạ từ khắp nơi trên thế giới. Người chủ cửa hàng lớn tuổi dẫn anh đến chỗ một miếng da treo trên tường. Miếng da hứa hẹn sẽ đáp ứng mọi mong muốn của chủ nhân, và sẽ thu nhỏ lại khi mỗi ước muốn được thực hiện. Chủ tiệm đồ cổ sẵn lòng để miễn phí miếng da cho Valentin, nhưng cũng khuyên anh ta không nên chấp nhận lời đề nghị này. Valentin xua đi lời cảnh báo của chủ tiệm và lấy miếng da, ước ngay một bữa tiệc hoàng gia với đầy những rượu, phụ nữ và bạn bè. Anh ngay lập tức gặp được những người quen mời anh đến một bữa tiệc như vậy; họ dành hàng giờ ăn uống và trò chuyện.
Phần hai "Người đàn bà không có trái tim" được kể lại như một đoạn hồi tưởng từ góc nhìn của Valentin. Anh phàn nàn với người bạn Émile của mình về những ngày đầu khi còn là một học giả, sống trong nghèo khó cùng với người chủ nhà lớn tuổi và cô con gái Pauline của bà, trong khi cố gắng trong vô vọng để giành được trái tim của một người phụ nữ xinh đẹp nhưng xa cách có tên Foedora. Trong khoảng thời gian đó, anh được một người tên Eugène de Rastignac kèm cặp, người đã khuyến khích anh hòa mình vào xã hội thượng lưu. Tận dụng lòng tốt của những người chủ trọ, Valentin tiến gần vào nhóm bạn bè của Foedora. Tuy nhiên, vẫn không thể có được tình cảm của cô, anh trở thành một người khốn khổ và bần cùng khi bắt đầu câu chuyện "Tấm bùa".
"Hấp hối" bắt đầu vài năm sau bữa tiệc ở phần một và hai. Sau khi sử dụng tấm bùa để đảm bảo một khoản thu nhập lớn, Valentin nhận thấy cả miếng da và sức khỏe của mình đều đang giảm sút. Anh cố phá vỡ lời nguyền bằng cách từ bỏ miếng da, nhưng thất bại. Tình cảnh đó khiến anh hoảng sợ rằng những mong muốn khác nữa sẽ đẩy nhanh đến thời điểm cuộc đời anh kết thúc. Anh thu xếp nhà cửa để tránh việc ước thêm bất kỳ điều gì: người hầu Jonathan sắp xếp thức ăn, quần áo và các vị khách ghé thăm. Tuy nhiên, các sự kiện nằm ngoài tầm kiểm soát khiến anh ước thêm nhiều thứ khác nhau, và miếng da tiếp tục thu nhỏ lại. Tuyệt vọng, Valentin ốm yếu cố gắng tìm cách nới rộng miếng da, và thực hiện một chuyến đi đến thị trấn Aix-les-Bains với hy vọng phục hồi lại sức sống của mình.
Với miếng da giờ chỉ vừa bằng một chiếc lá hoa dừa cạn, Pauline đến thăm anh tại phòng mình; cô bày tỏ tình yêu của mình với anh. Cô sợ hãi khi biết được sự thật về miếng da và vai trò của mình trong cái chết của Valentin. Raphaël không thể kiểm soát được ham muốn đối với cô, cô lao vào một căn phòng liền kề để thoát khỏi anh, giúp anh sống sót. Anh dựa vào cửa và thú nhận rằng được chết trong vòng tay cô chính là tình yêu và cả mong muốn của mình. Trong lúc đó, cô đang cố gắng tự sát để giải thoát anh khỏi ham muốn đó. Anh phá cửa, họ trải qua giây phút nồng cháy với nhau, và rồi anh chết.
Mặc dù thích thuật ngữ "triết học" hơn, quyển tiểu thuyết của Balzac lại dựa trên tiên đề thần bí. Miếng da ban cho Valentin một thế giới đầy những cơ hội, và anh ta sử dụng nó để thỏa mãn nhiều mong muốn. Chẳng hạn, khi bị ép tham gia vào một cuộc đấu tay đôi, anh giải thích cách anh không cần tránh phát súng của đối thủ cũng như không cần nhắm bắn ra sao. Kết quả là anh nổ súng bừa mà vẫn giết được người kia ngay lập tức. Mặt khác, phẩm chất siêu nhiên của miếng da cũng được chứng minh khi nó chống lại các nỗ lực nới rộng của nhà hóa học và nhà vật lý.
Tuy nhiên, yếu tố thần bí trong tác phẩm chỉ là công cụ để tác giả nêu lên bản chất con người và xã hội. Một nhà phê bình cho rằng "câu chuyện vẫn sẽ giống như vậy nếu không có nó". Balzac đã sử dụng các yếu tố siêu nhiên trong các tiểu thuyết "mì ăn liền" từng được xuất bản trước đó dưới những bút danh khác nhau, nhưng chúng hiện diện trong Miếng da lừa để báo hiệu một bước ngoặc trong cách tiếp cận của ông với việc sử dụng hình ảnh biểu tượng. Các đồ vật và sự kiện thần bí trong các tác phẩm trước chủ yếu là những tình tiết hoặc các đồ vật đơn giản với mục đích gây hồi hộp. Trong Miếng da lừa, tấm bùa đại diện cho linh hồn của Valentin; đồng thời, cái chết của anh là biểu tượng của một sự suy thoái xã hội lớn hơn. Trong quyển tiểu thuyết năm 1831 này, Balzac tập trung vào sức mạnh của khát vọng con người và bản chất của xã hội sau Cách mạng tháng Bảy. Nhà văn và nhà phê bình người Pháp Félicien Marceau thậm chí còn cho rằng tính biểu tượng trong tiểu thuyết cho phép việc phân tích mang tính thuần túy hơn so với các trường hợp nghiên cứu điển hình trong các tiếu thuyết khác của Balzac. Valentin là một người bình thường như bao người, thể hiện những đặc điểm cơ bản về bản chất con người, chứ không phải là một con người đặc biệt đối diện với tình cảnh khó khăn mà miếng da mang đến.
Trong phần Lời nói đầu ở ấn bản đầu tiên của tiểu thuyết, Balzac đã suy ngẫm về lợi ích trong việc sử dụng các yếu tố thần bí: "[Những nhà văn] sáng tạo ra sự thật, bằng phép loại suy, hoặc nhìn thấy đối tượng được miêu tả, cho dù đối tượng đó đến với họ hay bản thân họ đi về phía đối tượng... Liệu con người có quyền năng để đưa vũ trụ vào trong bộ não, hay bộ não là một lá bùa để họ xóa bỏ các quy luật về thời gian và không gian?" Các nhà phê bình đồng ý rằng mục tiêu của Balzac trong Miếng da lừa chính là ý thứ nhất.

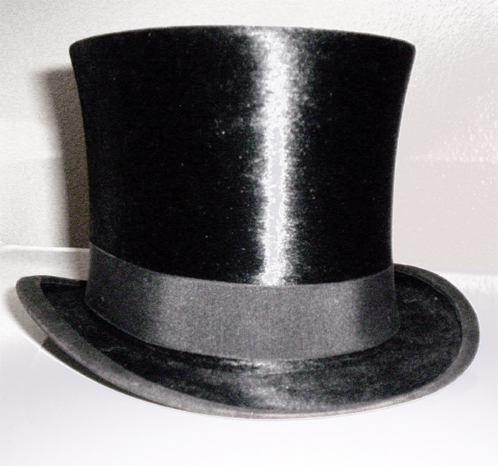
Chi tiết về những cái mũ xuất hiện trong phần đầu quyển tiểu thuyết, một phần trong cách kể chuyện theo hướng chủ nghĩa hiện thực của Balzac.

## Chủ nghĩa hiện thực
Quyển tiểu thuyết được trích dẫn rộng rãi như một ví dụ lớn về chủ nghĩa hiện thực và nhờ đó mà Balzac trở nên nổi tiếng. Những đoạn miêu tả về Paris là một ví dụ: quyển tiểu thuyết chứa các địa điểm có thật như Cung điện Hoàng gia và Nhà thờ Đức Bà. Lời kể và các nhân vật liên tục ám chỉ về nghệ thuật và văn hóa ngoài đời, từ vở opera Tancredi của Gioachino Rosini đến Tượng thần Vệ Nữ thành Milo.
Đoạn thứ ba trong quyển sách miêu tả về quá trình và mục đích đằng sau các nghi thức trong sòng bạc, theo đó "quy định bắt buộc bạn phải bỏ mũ ra ngay từ lúc bước vào". Khung cảnh nơi đó được miêu tả cụ thể đến từng chi tiết, từ gương mặt của các con bạc, tới giấy dán tường "nhầy nhụa" và khăn trải bàn "bị các đồng vàng mài mòn". Tiền bạc được nhấn mạnh từ những trang đầu tiên của quyển sách, tương phản với môi trường mục nát xung quanh, đã phản ánh chủ đề của tiểu thuyết về tổ chức xã hội và chủ nghĩa duy vật kinh tế.
Các chi tiết hiện thực mang ý nghĩa tượng trưng vẫn tiếp tục được sử dụng khi Valentin bước vào trong tiệm đồ cổ, cửa tiệm chính là đại diện cho tinh cầu của chúng ta. Khi lang thang trong cửa tiệm, anh đang thực hiện một chuyến tham quan thế giới thông qua các dấu tích ở các thời kỳ khác nhau: "Mỗi vùng đất dường như đã mang đến một số tri thức và hình mẫu nghệ thuật của nơi đó." Trong cửa tiệm có một bức tranh vẽ Napoleon, một thanh kiếm yatagan của người Moor, hình tượng một vị thần của người Tartars, chân dung của những thị trưởng Hà Lan, một bức tượng bán thân của Cicero, một xác ướp Ai Cập Cổ Đại, một chiếc bình Etruscan, một con rồng Trung Hoa và hàng trăm vật thể khác. Bước ngoặc đạo đức được đưa ra khi chủ tiệm dẫn Valentin đến bức chân dung Chúa Jesus của Raphael. Tuy vậy, bức tranh không ngăn cản được Valentin khỏi ý định tự sát, chỉ khi tìm thấy miếng da thì anh mới từ bỏ ý định này. Điều đó đã chứng tỏ rằng con người ưa chuộng cái tôi bản thân hơn là sự cứu rỗi của thần thánh.

## Hình ảnh mở đầu

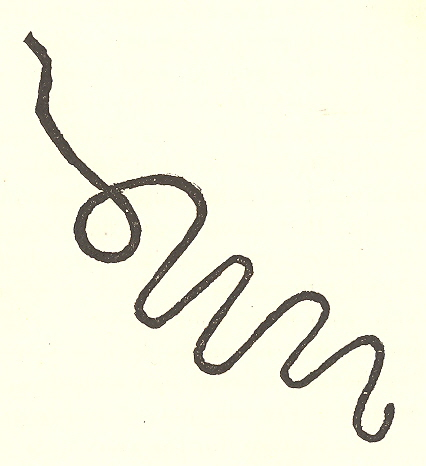
Nét vẽ ngoằn ngoèo trong tập IX, chương IV của quyển tiểu thuyết Tristram Shandy năm 1759 của Laurence Sterne được in lại trong phần đầu quyển tiểu thuyết của Balzac.

Ở phần đầu của quyển sách, Balzac đã sử dụng một hình ảnh lấy từ quyển Tristram Shandy, tiểu thuyết năm 1759 của Laurence Sterne: một nét vẽ ngoằn ngoèo trên không trung được vẽ bởi một nhân vật đang tìm cách thể hiện sự tự do được hưởng "trong một con người tự do". Balzac không bao giờ giải thích mục đích đằng sau việc sử dụng biểu tượng này, và ý nghĩa của nó trong Miếng da lừa là chủ đề gây tranh luận. Trong bài đánh giá tổng quát của mình về Tấn trò đời, Herbert J. Hunt liên kết "nét vẽ ngoằn ngoèo" này với "thiết kế quanh co" trong tiểu thuyết của Balzac. Tuy nhiên, nhà phê bình Martin Kanes cho rằng hình ảnh này tượng trưng cho việc ngôn từ không thể diễn tả được ý tưởng một cách trọn vẹn. Vấn đề này liên quan trực tiếp đến những mâu thuẫn giữa ước muốn và tri thức được người chủ tiệm chỉ ra ở phần đầu quyển tiểu thuyết.

## Tự truyện
Balzac đã khai thác cuộc sống của chính mình cho các tình tiết trong phần đầu của Miếng da lừa, và ông chắn hẳn đã tạo hình nhân vật Raphaël de Valentin dựa trên chính bản thân ông. Các chi tiết được Valentin kể về nơi ở nghèo khó của anh là những lời ám chỉ về những ngày đầu khi Balzac bước chân vào công việc viết lách: "Không gì có thể xấu hơn cái gác xép đang chờ đợi vị học giả của nó, với những bức tường màu vàng xỉn và có mùi của sự nghèo nàn. Mái nhà đã đổ dốc lớn và có thể nhìn thấy được bầu trời thông qua kẽ hở của những viên gạch. Có chỗ cho một cái giường, một cái bàn, vài cái ghế, và cây đàn piano của tôi có thể đứng được ngay dưới đỉnh mái nhà." Mặc dù cho rằng có sự tô vẽ ở một mức độ nào đó, nhưng các nhà tiểu sử và nhà phê bình đồng ý rằng Balzac đã dựa vào những trải nghiệm của bản thân ông.
Những phần khác trong câu chuyện cũng bắt nguồn từ cuộc đời của tác giả: Balzac từng tham dự một bữa tiệc do Hầu tước Las Marismas tổ chức, người có dự định cho ra mắt một tờ báo - tương tự với tình huống khi Valentin bày tỏ nguyện vọng đầu tiên với tấm bùa. Sau đó, Valentin đến thăm nhà hát nhạc kịch được trang bị một bộ kính có thể giúp anh quan sát được mọi khuyết điểm của những người phụ nữ trên sân khấu (để chống lại dục vọng). Điều này cũng có thể được rút ra từ trải nghiệm của Balzac, như ông từng viết trong một lá thư về một bộ kính "thần thánh" mà ông đặt mua từ Đài thiên văn Paris.

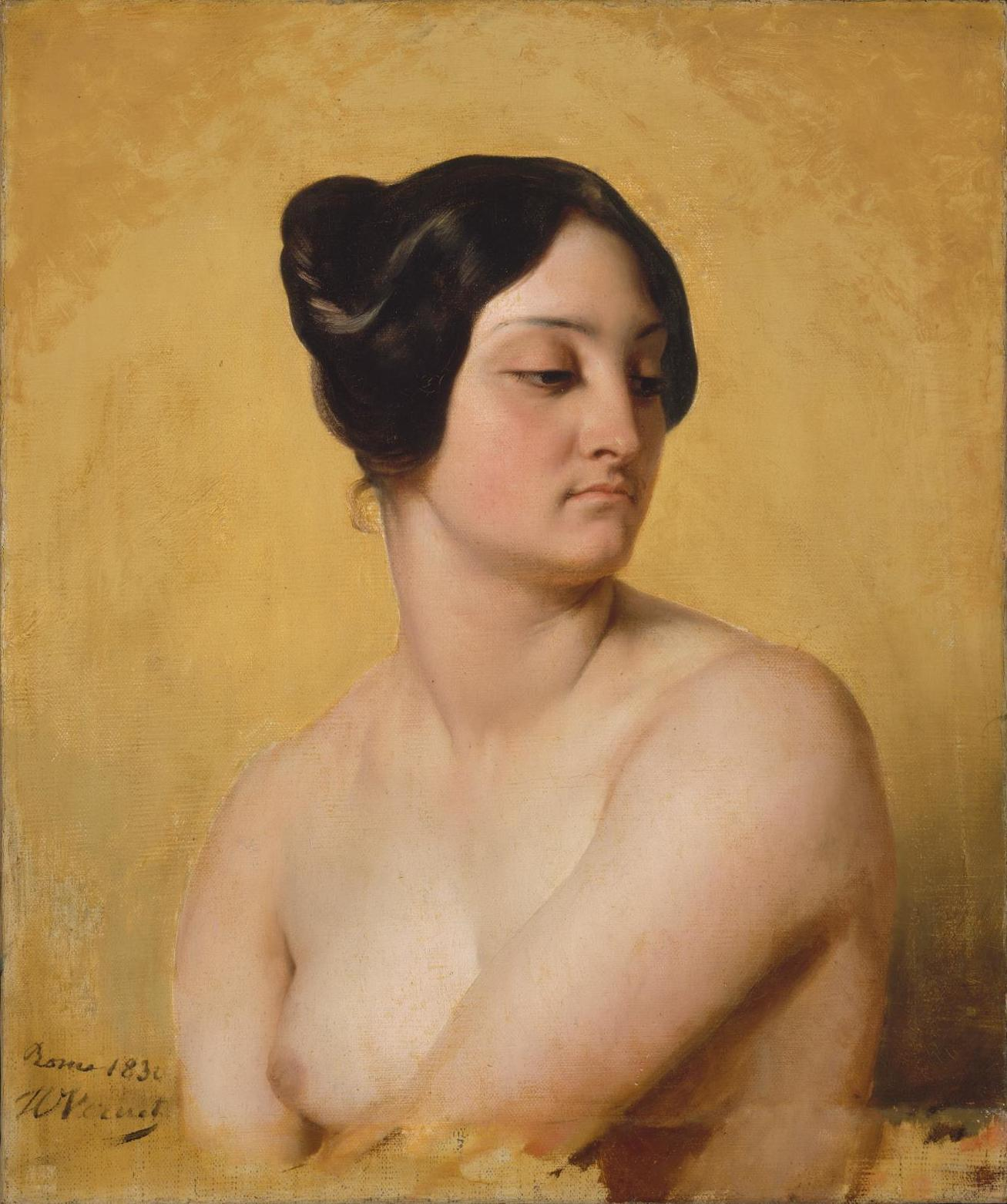
Có những điểm tương đồng giữa Olympe Pélisser và "Người đàn bà không có trái tim" trong quyển tiểu thuyết, nhưng các nhà phê bình và nhà viết tiểu sử đồng ý rằng nhân vật này là sự kết hợp của những người phụ nữ trong cuộc đời Balzac.

Ý nghĩa hơn là mối liên hệ giữa những người phụ nữ trong tiểu thuyết và những người phụ nữ trong cuộc đời Balzac. Một số nhà phê bình đã lưu ý những điểm tương đồng lớn trong những nỗ lực mà Valentin đã bỏ ra để có được trái tim nàng Foedora và niềm say mê của Balzac đối với Olympe Pélissier. Một cảnh khi Valentin trốn trong phòng ngủ của Foedora để xem nàng cởi bỏ quần áo được cho là xuất phát từ một tình huống tương tự, trong đó Balzac bí mật quan sát Pélissier. Tuy nhiên, có lẽ Pélissier không phải là hình mẫu của Foedora, vì bà đã chấp nhận những bước tiến của Balzac và viết cho ông những bức thư thân tình; ngược lại, Foedora tuyên bố mình ở ngoài tầm với của bất kỳ người tình nào. Các nhà phê bình đồng ý rằng "Người đàn bà không có trái tim" được miêu tả trong tiểu thuyết là sự kết hợp của những người phụ nữ khác mà Balzac từng quen biết. Trong khi đó, nhân vật Pauline có thể bị ảnh hưởng bởi Laure de Berny, một tình nhân khác của Balzac.

## Vouloir, pouvoir và savoir
Mở đầu tiểu thuyết, chủ tiệm thảo luận với Valentin về "bí mật vĩ đại của đời người". Chúng bao gồm ba từ được Balzac viết in hoa: VOULOIR (ý muốn), POUVOIR (quyền lực) và SAVOIR (hiểu biết). Ông giải thích rằng ý muốn làm chúng ta hao mòn, quyền lực phá hủy chúng ta và tri thức xoa dịu chúng ta. Ba khái niệm này tạo nên nền tảng triết học của tiểu thuyết.
Tấm bùa kết nối những quy luật này với thuyết sức sống; nó đại diện cho sinh lực của người sở hữu, và thu nhỏ dần qua mỗi lần thực hiện ước muốn. Chủ tiệm đồ cổ cố cảnh báo Valentin rằng con đường khôn ngoan nhất không nằm ở việc thực hiện ước muốn hay đảm bảo quyền lực của anh, mà nằm ở việc phát triển tâm trí. Ông hỏi Valentin: "Điều gì làm nên sự điên rồ nếu không phải là sự dư thừa ước muốn và quyền lực?" Tuy nhiên, chàng thanh niên mặc kệ lời cảnh báo và ôm lấy ước vọng của mình. Một khi có được tấm bùa, anh tuyên bố: "Tôi muốn sống một cuộc đời dư dả." Chỉ đến khi sinh lực gần cạn kiệt anh mới nhận ra sai lầm của mình: "Anh đột nhiên nhận ra rằng việc sở hữu quyền lực, dù to lớn đến đâu, cũng không mang theo kiến thức về cách sử dụng nó ... [anh] đã có mọi thứ trong quyền năng của mình, và anh đã không làm gì cả."
Balzac cảnh báo rằng ước muốn là một loại sức mạnh có tính hủy diệt vì nó chỉ tìm cách đạt được quyền lực, trừ khi được tôi luyện bởi kiến thức. Người chủ tiệm đưa ra một nhân vật tương phản với Valentin sau này, và đề nghị rằng anh hãy học tập và phát triển tâm trí như một cách để giảm bớt dục vọng. Foedora cũng là một hình mẫu cho việc chống lại sự suy đồi của ước muốn, cô luôn tìm cách kích thích ham muốn của người khác trong khi không bao giờ nhượng bộ bản thân. Valentin đó đang sống hạnh phúc nhất trong quãng thời gian ở căn gác xép bẩn thỉu, chìm đắm trong việc học hành và viết lách, với một Pauline tốt bụng sẵn sàng ở bên anh - nhấn mạnh tình trạng trớ trêu đầy khổ sở vào cuối câu chuyện, khi anh được vây quanh bởi những thành quả ham muốn vật chất.

## Xã hội

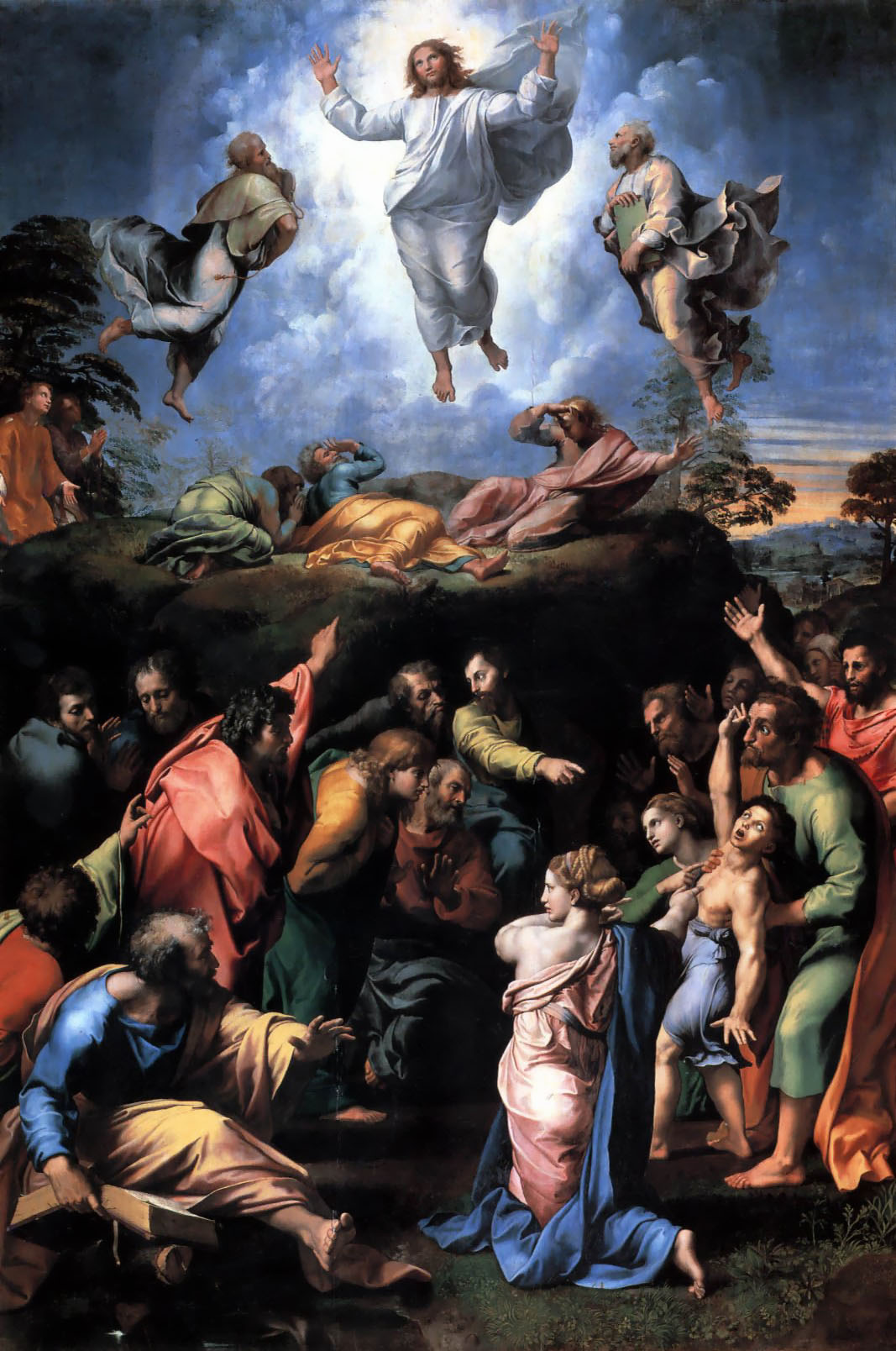
Bức tranh The Transfiguration của Raphael an ủi nhân vật chính của tiểu thuyết; gương mặt Chúa Jesus có thể "chấm dứt nỗi thống khổ thiêu đốt xương tủy anh".

Từ những phân tích về lòng ham muốn trong tiểu thuyết, có thể suy rộng ra các cá nhân và xã hội bên ngoài. Ông sợ rằng thế giới cũng giống như Valentin, đang lạc lối vì dư thừa vật chất và những ưu tiên sai lầm. Balzac xem xét tình thế khó khăn này trong nhiều bối cảnh khác nhau, từ sòng bạc, bữa tiệc xa hoa, cửa hàng đồ cổ, và các cuộc thảo luận với các nhà khoa học. Lòng thèm khát địa vị xã hội của Valentin tiêu biểu cho sự dư thừa này. Một Foedora tuyệt đẹp nhưng không thể có được tượng trưng cho những thú vui trong xã hội thượng lưu.
Khoa học không cho ta thuốc trị bách bệnh. Trong một phân cảnh, một nhóm bác sĩ đưa ra nhiều ý kiến về nguyên nhân khiến sức khỏe của Valentin trở nên yếu ớt. Trong một cảnh khác, một nhà vật lý và một nhà hóa học thừa nhận thất bại sau khi sử dụng một loạt các phương pháp nhằm nới rộng miếng da. Tất cả các phương pháp tiếp cận khoa học này đều không hiểu được bản chất của vấn đề, và vì vậy đều phải thất bại. Mặc dù nó chỉ được thể hiện một cách thoáng qua - ví dụ như hình ảnh của Chúa, được vẽ bởi một người trùng tên với Valentin, một họa sĩ Phục hưng tên Raphael - Balzac muốn nhắc nhở độc giả rằng Cơ Đốc giáo có thể xoa dịu sự thừa mứa cực độ này. Sau thất bại trong nỗ lực nới rộng miếng da, nhà hóa học tuyên bố: "Tôi tin vào ma quỷ"; nhà vật lý trả lời: "Và tôi tin vào Chúa".
Sự tha hóa này có liên quan đến tình trạng vô tổ chức được đề cập trong đoạn đầu của phần cuối cùng. Thể chất yếu ớt dù sống trong cảnh xa hoa, Raphaël de Valentin được miêu tả là vẫn giữ được "một trí thông minh phi thường" trong đôi mắt, nhờ đó anh có thể nhìn thấy được "mọi thứ cùng một lúc":

Vẻ mặt đó thật đau đớn khi nhìn thấy ... Đó là cái liếc nhìn bất lực khi buộc phải chôn chặt những ước muốn của mình vào sâu thẳm trái tim; hoặc của một kẻ keo kiệt đang tận hưởng trong tưởng tượng tất cả thú vui mà tiền có thể mang lại cho hắn, trong khi lại từ chối tiêu xài những của cải hắn đã tích trữ; cái nhìn của một Prometheus đang bị trói buộc, của Napoléon thất thế năm 1815, khi ông biết được sai lầm chiến lược của kẻ thù tại trận Elysee và yêu cầu 24 giờ chỉ huy trong vô vọng ...

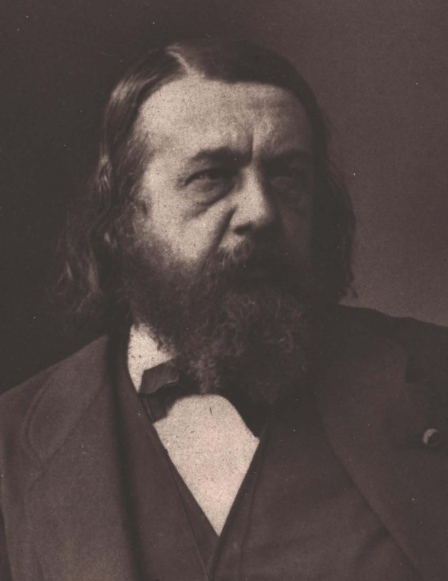
Bạn của Balzac là Théophile Gautier đã bày tỏ sự tôn kính với cuốn tiểu thuyết của Balzac trong tuyển tập truyện Les Jeunes-France năm 1833 của ông.

Tiểu thuyết bán hết sạch ngay sau khi tung ra và được bình luận trên mọi tờ báo và tạp chí lớn tại Paris. Trong một vài trường hợp, Balzac tự mình viết các bài phê bình; chẳng hạn như khi sử dụng tên "Bá tước Alex de B-", ông tuyên bố rằng quyển sách chứng tỏ ông đã đạt được "tầm vóc của thiên tài". Các bài đánh giá độc lập ít sâu rộng hơn, nhưng cũng rất tích cực. Nhà thơ Émile Deschamps khen ngợi nhịp điệu của quyển tiểu thuyết, nhà bình luận tôn giáo Charles Forbes René de Montalembert tán thành rằng nó nêu bật lên nhu cầu tâm linh nhiều hơn trong toàn xã hội. Mặc dù vài nhà phê bình chê trách Balzac đã phơi bày ra mặt tiêu cực, những người khác lại cho rằng nó chỉ phản ánh đúng tình trạng xã hội Pháp. Nhà văn người Đức Johann Wolfgang von Goethe tuyên bố rằng đây là một tấm gương sáng về "sự tha hóa không thể chữa của dân tộc Pháp". Các nhà phê bình tranh cãi với nhau về việc liệu lời bình luận của Goethe có phải là một lời khen dành cho quyển tiểu thuyết hay không.
Cơn bão truyền thông này khuấy động độc giả trên khắp nước Pháp khi họ tranh nhau để có được quyển tiểu thuyết. Charles Philipon, một người bạn của Balzac và là biên tập viên của tờ La Caricature, đã viết cho tác giả một tuần sau khi xuất bản: "Không làm sao có được Miếng da lừa. Grandville đã phải dừng mọi việc để đọc quyển sách, bởi vì cứ nửa tiếng thì người thủ thư lại cử người đến để hỏi xem anh ta đã đọc xong chưa." Bạn bè gần xa viết thư cho Balzac để nêu lên những khó khăn tương tự trong việc tìm quyển sách. Ấn bản in lần hai được phát hành một tháng sau và theo sau đó là các tác phẩm nhại lại và các tác phẩm phái sinh của các nhà văn khác. Théophile Gautier, bạn của Balzac, đã bày tỏ lòng kính trọng hài hước trong tuyển tập Les Jeunes-France năm 1833 của mình, tái hiện cảnh bữa tiệc trong tiểu thuyết của Balzac, khi một nhân vật nói: "Đây là lúc tôi phải đổ rượu xuống áo ghi lê của mình... Trang 171 của Miếng da lừa đã ghi trên giấy trắng mực đen rõ ràng như vậy... Và đây là nơi tôi phải tung đồng 100 xu lên không trung để xem có Chúa Trời hay không."
Quyển tiểu thuyết đã đưa Balzac lên thành một hình mẫu nổi bật trong văn đàn Pháp. Các nhà xuất bản tranh nhau để xuất bản các tác phẩm sau của ông, và ông trở thành một người không thể thiếu trong danh sách được mời tham gia các hoạt động xã hội quanh Paris. Balzac tự hào về thành công của quyển tiểu thuyết và tuyên bố với biên tập của tờ L'Avenir rằng "Elle est donc le point de départ de mon ouvrage" (Đây là điểm khởi đầu cho công việc của tôi). Miếng da lừa vẫn tiếp tục được yêu thích ngay cả sau khi tác giả đã qua đời, và được tái bản mười chín lần từ năm 1850 đến năm 1880.
Khi lên kế hoạch sắp xếp tất cả các tiểu thuyết và truyện của mình thành một tác phẩm duy nhất có tên Tấn trò đời, Balzac đã xếp Miếng da lừa vào đầu phần Khảo luận triết học. Giống như các tác phẩm khác trong mục này - bao gồm quyển Louis Lambert (1832), một quyển sách gần giống như tự truyện - nó đề cập đến triết học và siêu nhiên. Nhưng cũng tạo cầu nối cho chủ nghĩa hiện thực trong phần Khảo luận phong tục, nơi có phần lớn các tiểu thuyết của ông.

## L'Étrangère

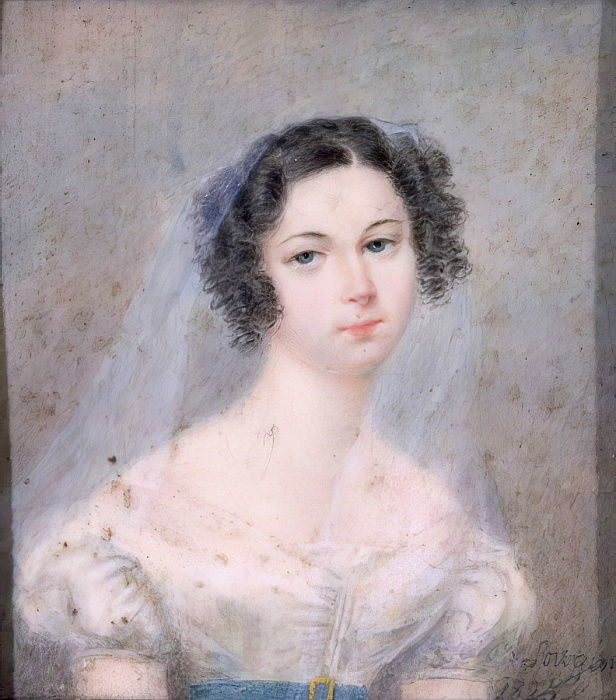
Nữ nam tước người Ba Lan Ewelina Hańska đã viết thư cho Balzac sau khi đọc Miếng da lừa, ký tên dưới bức thư là L'Étrangère. Họ kết hôn vào năm 1850.

Danh tiếng của quyển tiểu thuyết lan rộng đến Ukraine. Tại đây, một nữ nam tước có tên Ewelina Hańska đã đọc về các tiểu thuyết của Balzac trên các tờ báo mà bà nhận được từ Paris. Tò mò, bà đặt mua các tác phẩm của ông và đọc chúng cùng với anh em họ hàng và bạn bè xung quanh vùng Volhynia. Họ ấn tượng với sự thấu hiểu dành cho phụ nữ mà ông đã thể hiện trong Sinh lý học hôn nhân, nhưng cũng cảm thấy Miếng da lừa đã miêu tả họ dưới một thứ ánh sáng tàn nhẫn và không khoan nhượng. Hańska viết một lá thư cho Balzac, ký tên là L'Étrangère (Người lạ), và gửi đi từ Odessa vào ngày 28 tháng 2 năm 1832.
Không có địa chỉ hồi âm, Balzac để lại lời hồi đáp trên trang Gazette de France, với hy vọng rằng bà có thể nhìn thấy lời thông báo. Bà đã không thấy được, nhưng tiếp tục viết cho ông vào tháng 11: "Linh hồn của ngài bao quát hàng thế kỷ, thưa ngài; các khái niệm triết học xuất hiện trong đó là thành quả của quá trình nghiên cứu lâu dài và lớn dần theo thời gian; tôi được biết rằng ngài vẫn còn trẻ. Tôi muốn được gặp ngài, nhưng cảm thấy không cần phải làm điều đó. Tôi biết ngài thông qua bản năng tâm linh của tôi; Tôi hình dung ngài theo cách riêng của mình, và cảm thấy rằng nếu bây giờ nhìn thấy ngài, tôi sẽ ngay lập tức thốt lên, "Chính là anh ta!"
Cuối cùng bà cũng tiết lộ bản thân mình với ông, và họ bắt đầu một cuộc thư từ kéo dài mười lăm năm. Dù vẫn chung thủy với người chồng Wacław, Hańska và Balzac có mối quan hệ tình cảm thân mật thông qua những lá thư. Khi nam tước qua đời vào năm 1841, vị tác giả người Pháp bắt đầu theo đuổi mối quan hệ với bà bên ngoài những trang thư. Họ kết hôn tại thị trấn Berdychiv vào ngày 14 tháng 3 năm 1850, năm tháng trước khi ông mất.

## Các nhân vật lặp lại
Vì đây là một trong số các tiểu thuyết đầu tiên được phát hành dưới tên mình, Balzac đã không sử dụng các nhân vật từ các tác phẩm trước đó trong Miếng da lừa. Tuy nhiên, ông đã giới thiệu một số nhân vật được xuất hiện trong các câu chuyện về sau. Đáng kể nhất trong số này là Eugène de Rastignac, người đã dạy Valentin theo những thói xấu của xã hội thượng lưu. Khi viết được ba mươi trang trong quyển tiểu thuyết Lão Goriot năm 1834, Balzac đột nhiên gạch bỏ tên nhân vật Massiac và thay thế bằng tên Rastignac. Mối quan hệ giữa thầy trò trong Miếng da lừa cũng được phản ánh trong Lão Goriot, khi chàng thanh niên Rastignac được tên tội phạm ẩn danh Vautrin hướng dẫn về cách các chính sách thực dụng (realpolitik) vận hành trong xã hội.

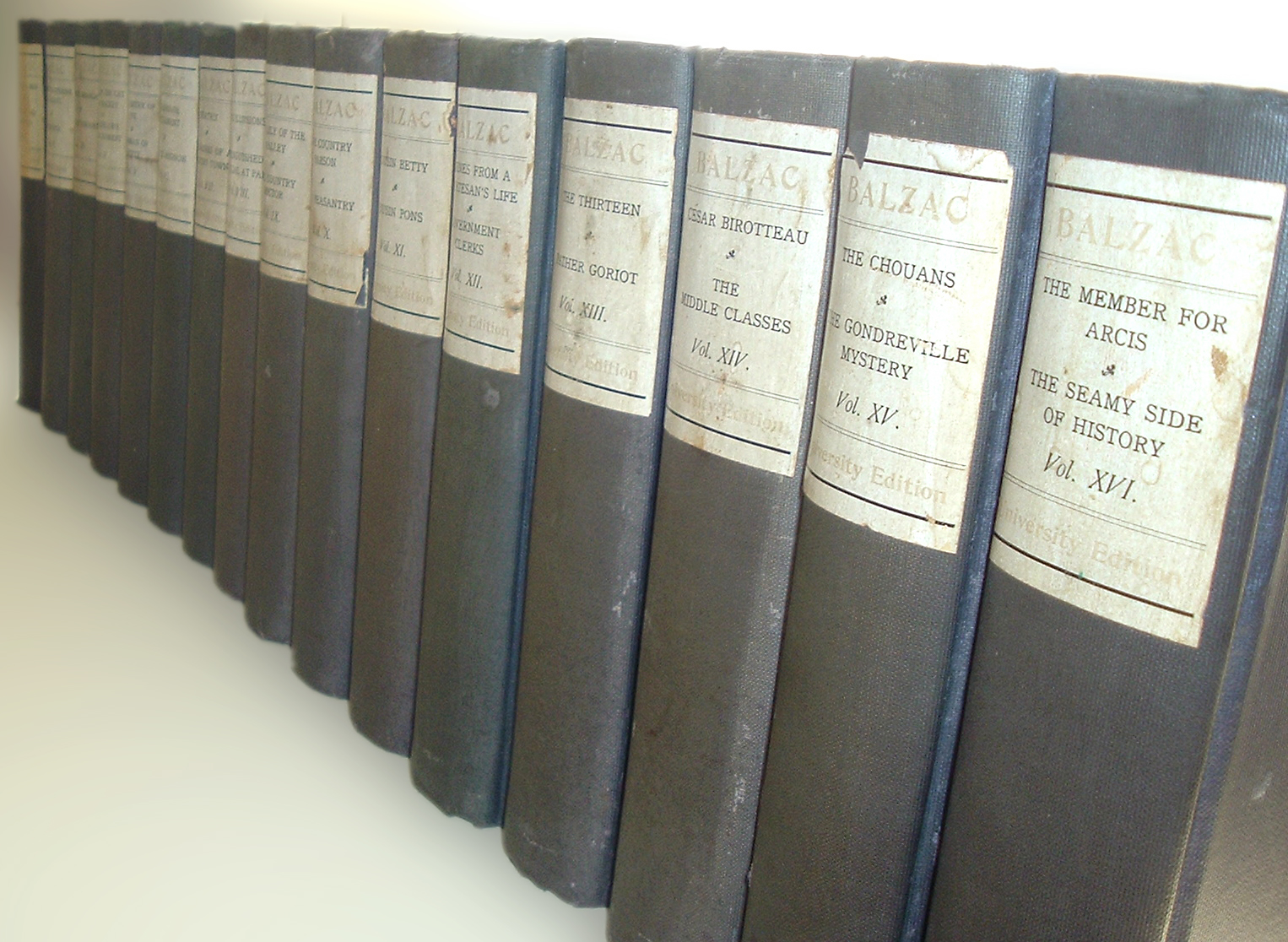
Miếng da lừa là một trong gần 100 câu chuyện trong phoTấn trò đời của Balzac.

Balzac đã sử dụng nhân vật Foedora trong ba câu chuyện khác, nhưng cuối cùng tách nàng khỏi họ và quyết định chọn những hình mẫu khác để đại diện cho tính nữ trong xã hội. Trong các ấn bản sau của Miếng da lừa, ông đổi tên một trong những người chủ ngân hàng thành "Taillefer", người mà ông đã giới thiệu trong L'Auberge rouge (Quán trọ đỏ) (1831). Ông cũng sử dụng tên Horace Bianchon cho một bác sĩ, do đó liên kết quyển sách với vị bác sĩ nổi tiếng xuất hiện trong 31 câu chuyện của Tấn trò đời. Vị bác sĩ này được miêu tả sống động đến nỗi Balzac đã gọi tên Bianchon khi nằm trên giường bệnh vào cuối đời.
Việc sử dụng các nhân vật lặp lại tạo cho các tác phẩm của Balzac có mối liên kết và bầu không khí không giống với bất kỳ loạt tiểu thuyết nào khác. Điều đó cho phép nhân vật có chiều sâu vượt ra khỏi những đoạn kể hoặc đoạn đối thoại đơn giản. Nhà phê bình Samuel Rogers lưu ý rằng: "Khi các nhân vật xuất hiện trở lại, họ không bước ra từ hư không; họ hiện ra từ chính cuộc đời riêng của họ mà trong một khoảng thời gian, chúng ta không được phép nhìn thấy." Sự phức tạp trong đời sống của các nhân vật này đã khiến Balzac mắc phải những lỗi không thể tránh khỏi về niên đại và tính nhất quán, nhưng những sai sót này được coi là không đáng kể so với quy mô của dự án. Độc giả thường gặp rắc rối với số lượng các nhân vật quá lớn trong thế giới của Balzac hơn, và thường cảm thấy thiếu thốn bối cảnh quan trọng dành cho các nhân vật. Tiểu thuyết gia trinh thám Arthur Conan Doyle từng nói rằng ông chưa bao giờ thử đọc Balzac, bởi vì ông "không biết bắt đầu từ đâu".

## Ảnh hưởng
Quyển tiểu thuyết của Balzac được chuyển thể cho phần lời của vở opera Die tödlichen Wünsche (Điều ước chết người) năm 1959 của Giselher Klebe. Năm 1977-1978, nhà soạn nhạc người Đức Fritz Geißler đã soạn ra vở Das Chagrinleder với phần lời của Günther Deicke. Vào năm 1989-1990, nhà soạn nhạc người Nga Yuri Khanon viết vở ba lê L’Os de chagrin, dựa trên lời văn của Balzac, trong đó có một đoạn opera kết hợp cùng tên. Vào năm 1992, một đoạn phim giả tài liệu tiểu sử dưới dạng một bộ phim opera dựa trên vở opera L'os de Chagrin của ông được phát hành.
Quyển tiểu thuyết này cũng được cho là có thể có ảnh hưởng đến tiểu thuyết Bức chân dung của Dorian Gray năm 1890 của Oscar Wilde, mặc dù giả thuyết này bị hầu hết các học giả bác bỏ. Nhân vật chính Dorian Gray có được một bức chân dung kỳ diệu mà người trong tranh già đi, còn anh vẫn luôn trẻ trung.
Chuyên gia văn học người Nga Priscilla Meyer khẳng định trong quyển sách Cách người Nga đọc tiếng Pháp, rằng cả Miếng da lừa và Lão Goriot đều được Dostoevsky so sánh và đảo ngược trong tác phẩm Tội ác và hình phạt.
Câu chuyện lần đầu tiên được chuyển thể thành một bộ phim câm của Pháp năm 1909 mang tên The Wild Ass's Skin, do Albert Capellani đạo diễn, Michel Carre viết kịch bản và Henri Desfontaines đóng vai chính. Mặc dù thời lượng của bộ phim chỉ có 19 phút ngắn ngủi, nhưng vẫn được chia thành ba phần.
Vào năm 1915, đạo diễn người Mỹ Richard Ridgely thực hiện một cuốn phim chuyển thể từ quyển tiểu thuyết của Balzac có tựa đề The Magic Skin cho công ty Thomas A. Edison, Inc. Bộ phim dài 50 phút có sự tham gia của Mabel Trunnelle, Bigelow Cooper và Everett Butterfield, và làm giảm đi các yếu tố siêu nhiên của câu chuyện bằng cách tiết lộ rằng tất cả chỉ là một giấc mơ.
Năm 1920, tiểu thuyết lại được chuyển thể thành bộ phim câm tiếng Anh mang tên Desire (hay còn gọi là The Magic Skin), do George Edwardes-Hall viết kịch bản và đạo diễn, với sự tham gia của Dennis Neilson-Terry, Yvonne Arnaud và Christine Maitland.
George D. Baker đã đạo diễn một phiên bản khác của câu chuyện, một bộ phim câm của Mỹ năm 1923 có tên là Slave of Desire, có sự tham gia của George Walsh và Bessie Love.
Vào năm 1960, nhà làm phim hoạt hình người Croatia Vladimir Kristl thực hiện một đoạn phim hoạt hình ngắn có tên Šagrenska koža (The Piece of Shagreen Leather) lấy cảm hứng từ quyển tiểu thuyết của Balzac.
Tiểu thuyết cũng được chuyển thể thành một bộ phim truyền hình Pháp vào năm 1980, có sự tham gia của Marc Delsaert, Catriona MacColl, Anne Caudry, Richard Fontana và Alain Cuny.
Vào năm 2010, một bộ phim truyền hình Pháp-Bỉ của Alain Berliner chuyển thể từ quyển tiểu thuyết cũng được lên sóng, có sự tham gia của Thomas Coumans, Mylène Jampanoï, Jean-Paul Dubois, Julien Honoré, Jean-Pierre Marielle và Annabelle Hettmann.
Về cuối đời, nhà phân tâm học người Áo Sigmund Freud cảm thấy có mối liên hệ đặc biệt với quyển tiểu thuyết của Balzac, vì ông tin rằng thế giới của ông đang thu nhỏ lại như tấm bùa của Valentin. Được chẩn đoán mắc một khối u ác tính, Freud quyết tâm tự sát. Sau khi đọc lại Miếng da lừa, ông nói với bác sĩ: "Đây là quyển sách dành cho tôi; nó nhắc đến tình trạng co rút và đói khát." Ngày hôm sau, vị bác sĩ tiêm cho Freud một liều morphine, và ông chết.
Năm 2011, đạo diễn người Pháp Marianne Badrichani đã dựng nên một vở diễn chuyển thể từ Miếng da lừa tại Holland Park, Luân Đôn.